# Skylon (pojazd)

Skylon

Skylon – projektowany bezzałogowy orbitalny statek kosmiczny, mogący zabierać pasażerów oraz ładunek na niską orbitę okołoziemską.
Skylon będzie samolotem kosmicznym, który będzie startował i lądował na pasie startowym jak zwykły samolot, w odróżnieniu od promów kosmicznych STS, które startowały jak rakieta – pionowo, oraz od innych rozwijanych obecnie projektów, w których statek kosmiczny jest wstępnie wynoszony na odpowiednią wysokość w atmosferze. Będzie to więc pierwszy statek kosmiczny typu SSTO (single stage to orbit).
Skylon ma pełnić funkcję promu kosmicznego. Ma on obniżyć koszt wynoszenia ładunków w kosmos z obecnych 15 tys. dolarów za kilogram do mniej niż tysiąca dolarów. Ma wynosić w kosmos ładunek o masie do 12 ton. Samolot jest projektowany przez brytyjską firmę Reaction Engines Limited (REL).
Pierwsze próbne loty mogą mieć miejsce około 2025 lub później, w zależności od postępów prac.

## Parametry techniczne statku Skylon C2[3]

Skylon

- Załoga: bezzałogowy, zdalnie kierowany z Ziemi
- Liczba pasażerów: do 24
- Ładowność: do 15,0 t
- Długość: 83,3 m
- Rozpiętość skrzydeł: 25,4 m
- Masa pustego statku: 53,0 t
- Masa załadowanego statku: 345,0 t
- Silniki: 2 x SABRE o ciągu 1350 kN każdy

## Badania i rozwój
Skylon oparty jest na wcześniejszym projekcie Alana Bonda, znanym jako HOTOL. Program budowy HOTOL rozpoczął się w 1982 roku, kiedy technologia kosmiczna rozwijała się w stronę systemów wielokrotnego użytku, którego przykładem były amerykańskie promy kosmiczne. We współpracy z British Aerospace i Rolls-Royce, stworzono projekt tak obiecujący, że brytyjski rząd przyznał 2 miliony funtów na dalsze prace. Jednakże w 1988 następny rząd anulował finansowanie, przez co projekt został zarzucony. W wyniku tego Alan Bond postanowił założyć własną firmę – Reaction Engines Limited, z nadzieją na znalezienie prywatnego inwestora.
Kiedy udało się znaleźć wymagane środki, projekt doczekał się mocnego przeprojektowania na początku lat 90. W ostatniej dekadzie, Reaction Engines pracował z Uniwersytetem w Bristolu nad silnikami, które pozwolą zakończyć projekt sukcesem. Silniki STRICT/STERN, stworzone na potrzeby programu zostały uznane za bardzo obiecujące. Następnym krokiem było rozpoczęcie prac nad pełnoskalowym silnikiem o nazwie SABRE.
Projekt Skylon znacznie różni się od swojego protoplasty. Przykładowo, HOTOL startować miał z tzw. sani rakietowych, podczas gdy Skylon korzystać ma ze zwykłego chowanego podwozia. Skylon używa również innego projektu silnika, który ma być znaczniej wydajniejszy niż ten w HOTOL.
W lutym 2009 Europejska Agencja Kosmiczna (ESA) zdecydowała się zainwestować milion euro w rozwój tego projektu. Dotacja ta pomoże przetestować kluczowe technologie i rozwiązania, jakie mają być zastosowane w Skylonie, między innymi innowacyjny silnik Sabre.
13 kwietnia 2011 ogłoszono, że projekt Skylon przeszedł liczne, rygorystyczne i niezależne testy, a upubliczniony 24 maja raport ESA wykonany dla Brytyjskiej Agencji Kosmicznej stwierdził, że projekt jest wykonalny, oraz że nie znaleziono w nim żadnych przeszkód i krytycznych problemów dla realizacji projektu.
W kwietniu 2012 poinformowano, że ESA przeprowadziła pomyślnie testy systemu chłodzenia, krytycznego z punktu widzenia mechanizmu działania silnika. Jego sprawność była najtrudniejszym problemem w projekcie pojazdu Skylon. W listopadzie 2012 silnik SABRE przeszedł pomyślnie testy.

## Silnik SABRE
Silnik SABRE (Synergistic Air-Breathing Rocket Engine) projektowany również przez Reaction Engines Limited, będzie silnikiem działającym zarówno w atmosferze, jak i próżni. Będzie napędzany ciekłym wodorem, utleniacz w początkowej fazie lotu będzie stanowiło powietrze z atmosfery (jak w zwykłych silnikach odrzutowych), natomiast od wysokości 26 km (gdzie statek osiągnie prędkość 5 Ma) – ciekły tlen.
Parametry silnika:
- Ciąg w próżni: ok. 1800 kN
- Ciąg na poziomie morza: ok. 1350 kN
- Stosunek ciągu do masy (w atmosferze): do 14
- Impuls właściwy w próżni: 460 s
- Impuls właściwy na poziomie morza: 3600 s